# لودین
لودین (به آلمانی: Loddin) یک شهر در آلمان است که در فرپومرن-گرایفسوالد واقع شده‌است. لودین ۹۶۹ نفر جمعیت دارد.